# Francesco Franchini (politico)
Francesco Franchini (Pistoia, 5 aprile 1805 – Pistoia, 7 novembre 1875) è stato un patriota e politico italiano, protagonista della stagione risorgimentale pistoiese e toscana..
Fu sostenitore della Giovine Italia e combattente nella Prima Guerra d'Indipendenza, durante la quale fu fatto prigioniero dagli austriaci. Fu poi ministro dell'istruzione nel governo retto da Giuseppe Montanelli e F. D. Guerrazzi e deputato al Parlamento italiano. Infine, abbandonata la politica, fu preside del "Liceo Forteguerri" di Pistoia.

## Biografia
Francesco Franchini nacque a Pistoia il 5 aprile 1805, in una famiglia di nobili origini.
Studiò presso l'Università di Pisa, dove si laureò in legge e dove fece amicizia con altri giovani di idee liberali e mazziniane, insieme ai quali partecipò alle prime cospirazioni contro il governo granducale. Nel 1833 fu arrestato a Pistoia e imprigionato, anche se per un breve periodo, per avere dimostrato aperta ostilità verso il granduca in visita nella città. Tornato in libertà trovò un modesto incarico come insegnante presso l'Istituto dei padri di famiglia a Firenze.
Prese parte alla Prima Guerra d'Indipendenza contro l'Austria, insieme ad altri volontari pistoiesi, con il grado di tenente, e combatté nella battaglia di Curtatone e Montanara, durante la quale fu fatto prigioniero e recluso nella fortezza di Theresienstadt, in Boemia.
Nel 1848 tornò in Toscana, dopo la prima cacciata dei Lorena, ed entrò a far parte dell'assemblea toscana. In seguito divenne ministro dell'istruzione nel governo retto da Montanelli e Guerrazzi.
In seguito alla restaurazione, seguita al rientro del Granduca Leopoldo II, Franchini subì un processo con l'accusa di lesa maestà e, per evitare la carcerazione, dovette fuggire a Genova, dove rimase in esilio per quasi dieci anni.
Tornò a Pistoia nel maggio 1859, chiamato dal governo provvisorio della Toscana, e fu eletto deputato; dopo l'annessione del Granducato di Toscana al Regno Sabaudo, entrò a far parte della Camera dei deputati, nella VII legislatura, . Nello stesso anno gli fu affidata, con decreto del ministro della pubblica istruzione Cosimo Ridolfi, la direzione del "Liceo Forteguerri" di Pistoia. Da ricordare che tra gli insegnanti del "Forteguerri" in quell'anno scolastico 1859-60 c'era anche Giosuè Carducci.
Franchini venne poi rieletto alla Camera dei deputati nella prima legislatura del nuovo Regno d'Italia, per il collegio di Rocca San Casciano, ma sorse una questione di ineleggibilità e rinunziò al mandato legislativo.
Negli ultimi anni, lasciato anche l'incarico di preside del "Liceo Forteguerri", si dedicò esclusivamente ai prediletti studi di filologia e di storia.

Francesco Franchini morì settantenne il 7 novembre 1875 a Pistoia.